# Aladdin’s Magic Carpet Racing
Aladdin’s Magic Carpet Racing (рус. Аладдин: Гонки на волшебном ковре) — компьютерная игра 2006 года в жанре гонки, разработанная компанией «Sarbakan» по мотивам мультфильма «Аладдин». Игра не выходила на носителях и предназначена для платного скачивания с различных онлайн-магазинов и сервисов — включая «Game House».

## Геймплей

### Персонажи
Вместе с другими жителями города, включая Джафара, игрок соревнуется за победу в гонках на волшебных коврах, чтобы получить главный приз — Кубок Аграбы. Игрок может выбрать одного из двух персонажей — Аладдина или Жасмин. Управление ковром осуществляется двумя клавишами — стрелками «Вверх» и «Вниз», а также с помощью компьютерной мыши.

### Локации
На выбор игроку предоставлены 4 локации — Пустыня (англ. Nomad’s Land), Ночной рынок (англ. Midnight Market), Дворцовые своды (англ. Palace Heights) и Пещера Чудес (англ. Cave of Wonders). 

### Гонки
Перед началом игры также можно выбрать один из 3-х видов состязаний:
- Кубок Аграбы (англ. Agrabah Cup) — гонка с другими участниками соревнований.
- Камни скорости (англ. Stones Of Speed) — нужно собрать 75 рубинов за определённое время.
- Гонка за кольцами (англ. Race Of Rings) — соревнования, в которых нужно собрать колец больше, чем соперники за определённое время.

### Стрелки
На игровой трассе присутствуют стрелки нескольких цветов — коснувшись их, игрок получает преимущество или наоборот: зелёные (ускоряют движение), красные (замедляют движение), жёлтые (защищают от предметов на пути) и синие (меняют направление движения).

## Системные требования
- Операционная система: Windows 98/ME/2000/XP
- Процессор: Pentium III 800 MHz
- Видеокарта: DirectX 8.1
- Оперативная память: 128 MB RAM
- Свободное место: 80 MB
- 16 MB 3D графическая карта